# NINJA SLAYER忍者殺手
《NINJA SLAYER忍者殺手》是美國作家Bradley Bond與Philip Ninj@ Morzez兩人共同創作的科幻小說，類型為「賽博朋克・忍者格鬥小說」。2010年，小說內容被本兌有和杉ライカ兩人翻譯成日文在推特上連載。2012年，由enterbrain出版日文小說單行本。2015年，由TRIGGER製作的改編網路動畫開始放送。

## 概要
- 1996年，美國作家Bradley Bond與Philip Ninj@ Morzez兩人共同創作出忍者殺手的原型小說。
- 2010年7月，本兌有和杉ライカ二人將小說內容翻譯成日文并在Twitter上連載。
- 2012年9月，角川集團旗下的enterbrain開始出版單行本書籍，類型為輕小說。
- 2013年7月，改編漫畫開始連載。
- 2014年4月，宣佈改編成網路動畫並由TRIGGER公司製作[1]。
- 2015年4月，動畫在niconico動畫等網路平台上播出。
- 2016年4月，動畫在TOKYO MX等電視頻道上播出。

## 故事簡介

### 第一部 火燒新埼玉
日文「ネオサイタマ炎上」／原標題「Neo-Saitama in flames」
故事發生在虛構的日本都市「新埼玉」，原本是普通上班族的「藤木戶健二」在一場意外中變身為忍者殺手，為了復仇而無差別的獵殺所有忍者。途中結識了忍者導師「龍・嚴道僧」與其孫女，接受其教誨而改正了原本扭曲的觀念。此後在女駭客「南希・李」的協助下，忍者殺手向著殺害其家人的「黑暗忍者」以及背後的邪惡忍者組織「總會屋」展開復仇，決心殺盡不斷來襲的總會屋忍者、以及總會屋的首領「老元・寬」。

### 第二部 殺伐都市京都
日文「キョート殺伐都市」／原標題「Kyoto: Hell on earth」
總會屋終於瓦解，此時來自於京都的忍者組織「罪罰影業」突然襲擊並佔領了新埼玉，整座都市頓時陷入火海。現在藤木戶健二明白了過去導致妻兒喪命的那場忍者動亂，其爆發的元凶就是罪罰影業。為了剷除該組織，藤木戶潛入組織的根據地京都，途中結識了私家偵探「高木・龕燈」。由於之前在與老元・寬的對決中消耗過度，寄宿在藤木戶體內的奈落・忍者暫時陷入了沉睡。面對強大的新敵人，缺少奈落之力的忍者殺手踏上更加艱難的復仇之旅。另一方面，傳說中的日本古代三神器，其秘密似乎也隱藏在京都之內。

### 第三部 不滅的忍者靈魂
日文「不滅のニンジャソウル」／原標題「Ninjaslayer Never Dies」
罪罰影業被摧毀，黑暗忍者也突然消失。復仇的對象不復存在，藤木戶健二頓時失去了生存的目標，渾渾噩噩的度日。此時新興忍者組織「天下・派系」出現在新埼玉並掌控了都市，其首領竟然是老元・寬的兒子「老元・千葉」！該組織訴求絕對的秩序而施行高壓統治，終極計畫是支配全日本。為了反抗天下・派系的陰謀，忍者殺手再度展開獵殺行動。

### 第四部 末法默示時代
日文「エイジ・オブ・マッポーカリプス」／原標題「AGE OF MAPPOR-CALYPSE」
隨著忍者組織「天下・派系」的毀滅，本來就形同傀儡的日本政府終究還是崩解了。此時世界局勢也發生巨大的變化，以往壟罩著日本國土的電磁風暴突然消失，來自外國的多家黑暗企業趁機入侵，在新埼玉爭奪地盤、同時尋找神秘的礦石資源「天地」。另一方面，世界各地都出現了古代「真忍者」復生的現象，此時新一代的「忍者殺手」也開始嶄露頭角。

## 主要登場人物
※目前的人物介紹僅限於第一部劇情，後續內容仍待補充。

### 忍者殺手一眾
忍者殺手（NINJA Slayer）／藤木戶健二（Fujikido Kenji，聲優：森川智之）
平凡的青年上班族「藤木戶健二」因捲入忍者的抗爭而痛失妻兒，瀕死的他被神秘的忍者靈魂「奈落・忍者」附身而復活，成為了專殺忍者的「忍者殺手」。
平時以「森田一郎」的化名收集情報、身著普通風衣與狩獵帽，戰鬥時則會穿上赤黑色的夜行衣、戴著紅色的面罩，面罩上用著不祥的字體刻上「忍」、「殺」二字，令人感到恐懼。
沒有使用特定武器，基本上是以空手道進行肉搏或是投擲手裏劍，有時也會使用由「道具公司」製作的裝備，諸如撒菱、勾繩...等等。在第二部殺伐都市京都篇取得三神器之一的「神聖雙節棍」。
經典台詞「忍者都該殺！」（ニンジャ、殺すべし！），有時會突然喊出「Wasshoi！」當作自我鼓舞。
復仇是藤木戶賴以生存的動力，然而寄宿在他體內的奈落・忍者無時不想奪取他的身體，時常利用藤木戶憤怒、仇恨的情緒、意圖使其失去理智而變成無情的殺人狂，造成他的內心面臨掙扎與煎熬。之後在「龍・嚴道僧」的教誨下學習控制自己的衝動與惡念。
奈落・忍者（Naraku Ninja，聲優：麥人）
寄宿於藤木戶健二體內的邪惡忍者靈魂。保有自我意識且身分、經歷一切成謎的神話級忍者，連古事記也沒有紀錄。
與「向殺死自己妻兒的邪惡忍者組織與邪惡忍者復仇」的藤木戶不同，奈落是以「殺光世間一切忍者」為樂，特別是上忍級忍者，有即使上忍級忍者也能瞬間殺死的自信。獵殺忍者時會無視無關的一般人的安全,將一般人倦入戰鬥中亦沒有一絲猶豫、連協助「忍者殺手」的一般人或忍者都會毫不猶豫殺死的沒血沒淚的邪惡忍者。不和為何擁有龐大的忍者知識和忍者靈魂感知能力，在「忍者殺手」與忍者戰鬥時會給予助言（弱點、忍術特性）。
不知是怨念與否，其「赤黑」之焰能喚醒對手忍者靈魂的不安或者恐懼感。總是在尋找機會奪取「藤木戶健二」的身體，厭惡「藤木戶健二」使用自己的力量。戰鬥力非常強，暗黑空手道近乎無敵、其「赤黑」之焰甚至能直接將忍者燒到化灰（甚至忍者靈魂）但「赤黑」之焰不能像火焰噴射器般遠程放射，只能當作手腳的延伸。能利用自己的「赤黑」之焰堵塞傷口、自己的血當作「赤黑」之焰的助燃劑甚至用作憑空變出護具或者手裡劍，奈落・忍者：「忍者的血是以鐡與硫黃構成的！」，自大又頑固討厭「藤木戶健二」打斷自己的說話。憎恨全世界、忍者與人類。喜歡以「殺伐！」取代「イヤーッ！」。
其力量的根源來自於「銀閣寺」，裡面蘊藏著從古至今全世界無數凡人對忍者憎惡、憤怒的靈魂，並且奈落・忍者是唯一能夠在附身後完整保留自我意識的忍者，也是唯一能夠在附身者死後重複附身的存在。在歷史當中出現過多名的忍者殺手，被附身者會被奈落・忍者猶如「淨琉璃」般的操控最後失去自我徹底的發狂，死去之後靈魂會與奈落・忍者融合並且永世受到折磨，僅有「藤木戶健二」、「益荒田・魁」兩人能夠不被奈落・忍者掌控。
龍・嚴道僧（Dragon Gendosoh，聲優：秋元羊介）
不依靠忍者靈魂附身、僅靠自身修行而覺醒的「日本最後的真忍者」，忍者名號為「老師・忍者」。
身材矮小的老者，身為從平安時代延續至今的「龍・忍者村」之首領，以「龍道場」作為根據地，平時訓練新人與傳授忍術。繼承了古代暗殺拳「茶道」，空手道實力亦屬頂尖。
初次遇見藤木戶健二之時，藤木戶正被忍者靈魂掌控肉體而暴走，嚴道僧出手阻止並讓他恢復理智。往後對待藤木戶如同弟子一樣，傳授各種戰鬥技巧以及人生道理，被藤木戶尊稱為「老師」。
龍・由佳乃（Dragon Yukano，聲優：種田梨沙）
龍・嚴道僧的孫女，平時接受爺爺的指導而進行忍者修行，實力仍未達到真正的忍者層級。
身高約172公分，是一位留著黑色長髮的美女。小說中曾多次強調「她的胸圍非常豐滿」。
與爺爺一起碰上藤木戶健二的暴走狀態，即初次的相遇。相當尊敬與信賴藤木戶，有時會藉機與他切磋戰鬥技巧。
在龍道場被毀之時失去蹤影，之後以「忘卻者」的身分出現在忍者殺手的眼前，當時她已失去記憶並成為革命組織「一揆打毀」的特務。
在第二部當中罪罰影業委託傭兵忍者「黑霧」前去捕捉由佳乃，並且再加上一名罪罰達人級忍者「致命」支援，此時由佳乃和一揆打毀領袖「破壞・鐵雄」與其他新埼玉的企業謀劃摧毀小村重工，被小村重工得知後視為威脅派遣部隊進攻眾人所在地，就在眾人決定登上直升機撤退的時候小村重工的企業忍者「尼布甲尼撒」突襲停機坪打算殺死所有人，此時在停機坪的黑霧、致命、忍者殺手、以及「天下派系」的「滅龍者」選擇開始跟尼布甲尼撒展開戰鬥，破壞・鐵雄命令由佳乃前去戰鬥自己則跟其他企業家撤退，在激戰中滅龍者、致命分別被尼布甲尼撒重創，在壓倒性的火力覆蓋下忍者殺手用神聖雙節棍保護由佳乃，黑霧則趁忍者殺手騰不出手的時候帶走由佳乃跟致命逃離。
黑霧正打算完成交易的時候遭到暗算被罪罰影業大師級忍者「心靈感應」攻擊，由佳乃被罪罰忍者帶走送到大宗師「沙羅曼蛇」的所在之處，在看到忍者殺手跟沙羅曼蛇激戰的時候成功回想起了龍・嚴道僧和藤木戶健二的記憶，但是戰鬥後受到重傷的忍者殺手無法救出由佳乃，最後由佳乃被送到罪罰影業的根據地「京都城」。
大宗師「模範」跟「罪罰大君主」需要由佳乃的記憶讓她啟動京都城的儀器，這些儀器是由佳乃設計的，因為由佳乃的實際身分是神話時代的真忍者，「龍・忍者村」的開山始祖、「茶道大師」、「忍者六騎士」之一的「龍・忍者」本人，龍・嚴道僧是她的弟子為了保護由佳乃隱瞞了她的實際身分，因為由佳乃不明的原因會不斷地失去記憶，最後由佳乃選擇遺棄一部份「龍・忍者」的記憶用來穩固自己和龍・嚴道僧、藤木戶健二的記憶，在恢復記憶後由佳乃身著龍・忍者的忍者裝束，重新成為了龍・忍者並且與再次與忍者殺手站在同一陣線戰鬥。
南希・李（Nancy Lee，聲優：齋藤千和）
自稱是一名自由記者，同時是個實力高超的駭客。在探查忍者秘密的過程中被總會屋盯上而遭到追殺，碰巧被藤木戶健二所救，逐漸與他建立起緊密的合作關係。
在日本鎖國狀態下相當難得一見的白人女性，身材高挑、金髮碧眼的美女、胸部非常豐滿。平時身穿黑色緊身衣。
擁有一流的駭客技術，擅長破解與分析電腦資料，憑藉自身改造過的身體與電腦進行「LAN直連」以達到高速的思考與破解，也能和駭客型忍者進行電子戰。沒有任何空手道或忍術戰鬥能力，但會使用一般的槍械。關於其出身與經歷仍然成謎。
死月（Dead Moon）／三船・火鳥（聲優：武内駿輔）
主業是一名武裝靈車的司機，主要承接運送黑道大人物的遺體到指定位置，防止有任何人想要盜竊褻瀆屍體。
有著倒莫西幹頭的頭髮造型，身體有著輕度的機械化改造讓他可以更好的駕駛車輛，有著「珍惜家人」的刺青，在工作的時候經常會吃違法柿種米果來驅散睡意。
駕駛著一台名為「老鼠快跑DIII」的武裝靈車，車內搭載了大量的武器裝備和AI、噴射系統，讓死月可以輕鬆應對各種敵人。
有著非常驚人的駕駛技巧，無論是被黑道集團或是新埼玉警方亦或是忍者的追殺，死月都能夠駕駛老鼠快跑DIII逃出生天或是殺死追殺者。
父親「菅原・富秀」是一名「丸之內超級高大樓」的清潔工，死月對父親謊稱自己在京都獨立工和國工作，父子的關係非常好。
死月被總會屋利用打算借刀殺人解決掉忍者殺手，其父親菅原・富秀遭到總會屋捕獲並且被INW改造成殭屍忍者「亡靈」，並且總會屋委託死月移動屍體到指定地點此時忍者殺手也在此處，被瞞在鼓裡的死月駕駛老鼠快跑DIII跟忍者殺手展開戰鬥，結果武裝靈車被打到半損毀的狀態，死月也失去戰鬥能力，最後死月認出運送的屍體就是自己的父親，心中充斥著對總會屋的憤怒，最後死月感謝自己父親對自己所做的一切，拿出手槍射穿菅原・富秀的腦袋讓父親能夠安詳的死去，並且載著受重傷的忍者殺手逃出生天，成為了忍者殺手的協助伙伴之一。
曾經多次拯救忍者殺手、南希・李、矢本・小季等人，在總會屋覆滅的二十四小時內大量的罪罰影業忍者進攻新埼玉，老元・寛被殺死後忍者殺手和南希・李被新埼玉警方包圍，死月直接衝上所澤大廈頂樓護送兩人離開，順便救下遭到罪罰影業忍者攻擊的矢本・小季，並且死月在大量的新埼玉警方跟罪罰忍者的追殺中成功載著一行人逃離。

### 總會屋（ソウカイヤ / Soukai Syndicate）
以「老元・寛」為首領活躍於新埼玉，以所澤大廈作為根據地，秘密掌控日本政府的邪惡忍者集團。
與「京都獨立共和國」的忍者集團「罪罰影業」在「丸之內抗爭」後有著停戰協定。
表面上是以「老元・寛」為CEO的空殼公司「連本帶利基金會」，與巨型黑暗企業「好好先生製藥」、「小村重工」有良好的合作關係、掌控著整個日本黑社會與政府機構。
雖然新埼玉有著不隸屬「總會屋」的忍者，但大多都與「總會屋」有著合作關係，只有極少數的忍者能幸免。
組織標誌為交叉的雙刀十字與「一・刀・兩・斷（キリステ）」的文字，組織色為紫色。
設有菁英部門「總會六門」能夠享受高級待遇與任務選擇權，而為了培養下級忍者野心而將他們的待遇壓到最低迫使他們不擇手段往上爬、相對地沒有足夠實力就會被當作棄子消耗，完全的實力至上主義。
老元・寬（Laomoto Khan，聲優：津嘉山正種）
掌控新埼玉的邪惡之王，忍者組織「總會屋」的首領、「連本帶利基金會」的執行長。忍者名號為「破壞・忍者」。
身材高大（可能約190公分）的精壯男性，白髮黑瞳，平時身穿亞曼尼牌子的西裝、配戴金色的面罩。
接受人體改造而同時擁有七個忍者靈魂，分別為：「田中・忍者村」、「毒蠍・忍者村」、「眼鏡蛇・忍者村」、「巨大・忍者村」、「痛苦・忍者村」、「伯勞鳥・忍者村」的中忍靈魂、「武家・忍者」的上忍靈魂，因此能施展多種強力忍術，並且能夠輕鬆的切換自如。此外空手道與居合道的實力也十分高強能夠輕鬆壓制忍者殺手。
崇拜平安時代的劍豪詩人「宫本・雅治」，持有其生前使用過的兩把名刀「南蠻」、「過勞死」。具備豐富的知識與文學素養，可說是文武雙全。
性格殘忍、傲慢，但又以強大的個人魅力吸引大批追隨者。以強者自居、以凌虐弱者為樂。對於政治權力與商業領域抱持強烈的野心，反而對戰鬥沒有多大興致。因為不想浪費時間處理戰鬥之類的瑣事而設立了忍者菁英部門「總會六門」。
黑暗忍者（Dark Ninja）／不二夫片倉（Fujio Katakura，聲優：速水獎）
總會屋的頭號忍者，身為老元・寬的心腹，對老元唯命是從。殺害藤木戸健二妻兒的兇手，也是藤木戸的宿敵。
身高約183公分，擁有灰色頭髮與鋼鐵般顏色的眼睛，身穿黑曜石顏色的忍者服裝。
體內寄宿著「忍者六騎士」之一的神話級忍者「刃鐵・忍者」的忍者靈魂。
具備高強的空手道與居合道實力，內心隱含著殘忍的鬥爭之心。身為總會屋忍者，他化身為冷酷無情的殺人機器，手持妖刀「別嬪」、施展必殺劍術「死・斬」葬送無數忍者，此外也會使用苦無等道具。
家族從平安時代就被「刃鐵・忍者」詛咒必須找到「別嬪」才能夠解除詛咒，否則不幸的詛咒將會不斷傳給後代永遠持續下去，不二夫片倉在童年時期被父母親拋棄販賣給黑道，逃出黑道後在孤兒院生活研讀歷史，在之後變成一名考古隊的成員，了解大量的忍者知識與歷史，在埃及探索金字塔的時候探索隊發現「別嬪」，不二夫片倉在混亂之際奪得「別嬪」被「刃鐵・忍者」靈魂附身解除其一生的詛咒成為了黑暗忍者，在新埼玉流浪的時候被老元・寬看上加入了總會屋並且受到重用。丸之內抗爭時跟凝視者一起對戰罪罰影業，戰鬥結束後在老元・寬的命令下殺死所有的凡人倖存者，其中包括了藤木戸健二的妻兒。
十分痛恨詛咒他一生的真忍者們，並且發誓要向忍者之祖「勝・萬松」復仇。
總會六門（6 Gates）
由老元・寬設立的忍者菁英部門，成立目的是處理殺人、破壞之類的瑣事、讓老元自己能專注於商業經營。六門代表六個強大的忍者，也是總會屋的高階幹部。
六門成員擁有最高級的福利與待遇，因此總會屋內的忍者們競爭相當激烈，間接造就出更多強者。初期的六門成員實力皆屬於頂尖，但之後陸續被忍者殺手所解決，替補上來的成員實力就遜色不少。
音爆（Sonic Boom，聲優：黒田崇矢）
總會六門成員之一。
過去的身分是黑道保鑣，經常說出一些黑道用語。
體內寄宿著「風・忍者村」中忍的忍者靈魂。
有著十分強大的空手道，能夠使用風忍者村獨有的「音速・空手道」，缺點是在一吋的距離內使用會導致使用者受到嚴重的傷害。
負責替總會屋招攬無歸屬的忍者，若對方拒絕會打到對方臣服同意加入總會屋。
喬裝打扮找到剛成為忍者不久的「自殺」，在看到自殺傲慢的模樣後用空手道輕鬆擊敗他，並且把他抓到總會屋測試實力，並且要求自殺跟他一起去招攬矢本・小季，在談判的過程中自殺替矢本・小季爭取時間攻擊音爆，音爆則用自己高超的空手道擊敗他，並且追上矢本・小季跟她展開戰鬥，在擊敗矢本・小季後，碰見正在吃拉麵的忍者殺手，一番交手後不敵忍者殺手的空手道，最後被勾繩捆住在矢本・小季的「鳳凰・摺紙飛彈」攻擊下死亡。
震地者（Earthquake，聲優：白熊寛嗣）
總會六門成員之一。
身高約250公分，身軀十分的壯碩。
體內寄宿著「巨大・忍者村」中忍的忍者靈魂。
使用的空手道為巨大忍者村獨有的「巨大・空手道」。
有著極為巨大的怪力跟耐力，能夠不斷承受手裏劍的射擊，看似頭腦簡單四肢發達，其實本人有著十分冷靜的判斷力，經常跟巨鏢一起並肩作戰。
在老元・寬的命令下襲擊龍・道場，與忍者殺手展開激戰成功擊敗他，結果龍・嚴道僧前來支援忍者殺手，兩人對震地者丟出數千發的手裡劍讓他無法行動只能夠防禦，最後震地者被忍者殺手跟龍・嚴道僧的合體技「龍·飛踢」踢斷頭顱，當場爆發四散死亡。
凝視者（聲優：寺杣昌紀）
總會六門成員之一。
體內寄宿著「眼鏡蛇・忍者村」中忍的忍者靈魂，能夠使用「不動金縛・術」麻痺、催眠對手，忍術全開的時候甚至可以讓對手當場休克死亡，但是必須要與對手雙眼對上。
半身不遂必須坐輪椅行動，主因是在丸之內抗爭與罪罰影業交手時受到重傷。
在豆腐工廠與忍者殺手交手，凝視者強大的不動金縛術讓忍者殺手陷入苦戰，最後由奈落・忍者控制忍者殺手身體破解不動金縛術，在被擊敗後遭到忍者殺手的拷問，最後被黑暗忍者的苦無射擊背後爆發四散死亡。
邦迪多（Bandit，聲優：廣瀨淳）
總會六門成員之一。
體內寄宿著「忍・忍者村」中忍的忍者靈魂。
主要的工作是負責偵查的忍者。
在巷弄內不斷被忍者殺手追蹤，在思緒混亂的情況下無法反應忍者殺手丟出的手裡劍，雙眼被手裡劍刺穿失去戰鬥能力，就在忍者殺手打算拷問他的時候，邦迪多為了保護總會屋的計畫選擇自殺來保住秘密。
泰達羅（Daedalos，聲優：宮下榮治）
總會六門成員之一。
體內寄宿的忍者靈魂未知。
駭客型忍者，空手道的實力幾乎為零，負責總會屋的網路安全，有著在南希・李之上的駭客實力，能夠燒壞闖入者駭客的大腦。
全身包裹著黑色的電子忍者裝束，身高約178cm。
十分的喜歡南希・李，兩人在駭客戰上激烈交手，就在南希・李即將落敗的時候，忍者殺手突然闖入「言靈空間」，在忍者殺手跟南希・李的合作下敗北，最後腦神經被燒壞。
巨鏢（Huge Shuriken，聲優： 代永翼）
總會六門成員之一。
體內寄宿著「風魔・忍者村」未知階級的忍者靈魂。
主要武器為背上陶瓷製的大型手裏劍，經常跟地震者一起配合行動，以彌補雙方的不足。
在老元・寬的命令下襲擊龍道場，在調查的時候折磨一名路人試圖得出龍道場的位置，在跟地獄風箏對話完後發現折磨的路人逃跑了，試圖追殺結果追上的是喬裝成路人的忍者殺手被打成重傷，在龍道場戰鬥的時候殺死不少道場徒弟但是被由佳乃偷襲切斷肩膀肌肉，失血嚴重陷入昏迷，在震地者被殺死後成功偷襲嚴道僧使其中毒，最後震地者攜帶的「萬歲・核彈」被引爆，龍道場周圍地區皆遭到摧毀，巨鏢則生死不明。
地獄風箏（Hell Kite，聲優：高木渉）
總會六門成員之一。
體內寄宿著「飛・忍者村」中忍的忍者靈魂。
主要擅長偵查與後勤支援，使用巨大的折疊型風箏飛行，從天而降使用「生化竹子」製成的長槍來攻擊對手，或是使用「小村重工」製作的雷射武器在遠處來狙擊敵人。
在跟忍者殺手交手時取得風林火山的主場優勢，但是因為南希・李駭入房間的系統，導致優勢不再被忍者殺手踢出大樓，成功保住一命向老元寬稟報情況。
盛怒的老元・寬要求地獄風箏支援他接下來與忍者殺手的戰鬥，作為最後贖罪的機會，在戰鬥中地獄風箏成功從遠處偷襲忍者殺手，讓老元・寬取得優勢，最後在空中箝制住忍者殺手一起成為老元・寬的標靶，在「空手道飛彈」的猛烈轟炸下，地獄風箏爆發四散死亡。
守門人（Gatekeeper，聲優： 絲博）
總會六門的創始者，是總會屋資歷最深的元老。
體內寄宿著「刃鐵・忍者村」中忍的忍者靈魂。
對老元・寛非常忠誠,認為老元・寛的暴力與執行力能令混亂不堪的新埼玉處於秩序與繁榮、只有在強者的絕對權力下弱者才能得以生存，老元・寛就是有著如同吞併混濁的大樹的器度。但其「將世界一切看作數字」的數字的想法與忍者殺手的「在那堆不含感情的數字中有著妻兒與老師的死」的感情論絕不相容。
主要武器鋼鐵雙枴，能夠使出特殊的「鐵拐・空手道」讓攻擊與防禦能夠形成一體，並且還能夠使用「空手道強化・術」把空手道注入到武器裡面，使的鐵拐空手道的威力變得更加巨大。
在與忍者殺手交戰中不斷擊碎其射出的手裏劍，攻防一體的能力令忍者殺手陷入苦戰，無論是近戰還是遠程戰忍者殺手都沒有優勢，之後守門人成功把忍者殺手打入深淵，但是忍者殺手用鉤繩讓他從谷底反彈，守門人在大意的情況下來不及防禦被踢中頭部，然後被狠狠地砸在地上失去戰鬥能力，在吟詠完辭世之句後被忍者殺手以手刀介錯砍下腦袋，爆發四散死亡。
中斷者（聲優： 後藤淳一）
總會六門成員之一，是所有六門中實力最強的忍者。
使用的空手道為十分強大的「榻榻米拳」，能夠跟罪罰影業大宗師「沙羅曼蛇」打成平手，在丸之內抗爭中以壓倒性的實力輾壓進攻的罪罰影業忍者，最後被罪罰影業大宗師「煉獄」的空手道飛彈阻攔下來。
體內寄宿著「阿修羅・忍者村」未知階級的忍者靈魂。
有著十分嚴重的牡丹餅毒癮症狀，如果無法補充牡丹餅會精神發狂徹底失控，後來因為情感無法忍受在總會屋的日子，選擇逃離拋棄了自己的過去，選擇化名為「榊・渡邊」在難民營裡面做保鑣。之後遇到了一個負傷名為「森田一郎」的青年，在這段期間與森田一郎建立了友好的情誼，但是在聽到總會六門之一的巫師說有辦法治好牡丹餅毒癮後，決定重新回歸總會屋效力，在得知森田一郎就是忍者殺手後與忍者殺手在難民營決一死戰，最後被忍者殺手撕成兩半死亡，但是死後面容十分安詳。
根據巫師的說法中斷者是一名殺人狂，表面是做刑警的工作暗地裡卻拿無辜之人來鍛練空手道，中斷者深知自己罪孽深重一直不斷地編造謊言來欺騙自己，精神總是處於混亂的狀態把虛假的記憶當作真實，在與忍者殺手戰鬥後請求忍者殺手為他介錯，以結束他痛苦的一生。
巫師（Warlock，聲優：緑川光）
總會六門成員之一。
體內寄宿著「田中・忍者村」下忍的忍者靈魂。
能夠使用「不動附身・術」從遠處佔據別人的身體，只能夠對意志力弱小的忍者起作用，對凡人可以隨意的使用。
個性陰險狡猾但是十分的慎重，有著十分強烈的野心。
在泰達羅腦神經被燒壞後，巫師負責接替泰達羅的職位以及工作，但是巫師野心不滿足於此開始與「蛇王」合作密謀推翻老元・寬，派遣八名志同道合的下級忍者去解決忍者殺手跟黑暗忍者，但是八名忍者完且不是忍者殺手跟黑暗忍者的對手被輕鬆解決掉，而且巫師的計畫早就被老元・寬識破，最後巫師在自己的房間內被守門人從頭部連著脊椎扯下來，但因為巫師的能力還有利用價值，最後被改造成只會發出幻術的「廢人」並且被鐵鍊吊著，自我意識幾乎已經消失。
其他總會屋忍者
蛇王（Basilisk，聲優：置鮎龍太郎）
從京都「罪罰影業」叛逃投靠總會屋的忍者。
體內寄宿著「蛇・忍者村」中忍的忍者靈魂。
有著能夠使用「不動金縛・術」的邪眼，但是能力比凝視者還要強無須雙眼對上，只要被他的視線對準就會中招。
空手道十分強悍，擅長使用「蜥蜴・忍者村」各種武器，再搭配上蜥蜴忍者村的「劇毒・術」讓武器沾滿各種毒藥使得讓他的攻擊更加的致命。在戰鬥的時候會騎著「地獄飛腳公司」的最新型重型機車「鋼鐵大人女（アイアンオトメ）」。
喜歡戰鬥只要跟強敵交戰就能夠讓他感受到愉悅。
與罪罰影業大宗師之一的「尼格霍德」是師兄弟關係，在罪罰影業裡面被稱為雙頭蛇，兩人師傅為「尖銳大師」。
與巫師一起策畫推翻老元・寬，在這段期間跟巫師一起抓住了在根據地的南希・李，在高速公路上遇到了堵住車道的忍者殺手，蛇王選擇讓巫師帶著南希・李撤退他要親自殺掉忍者殺手。兩人隨即展開激戰在戰鬥過程中蛇王被踢下機車，想要用不動金縛術偷襲忍者殺手結果被避開，當下決掉丟出手裡劍成功命中讓忍者殺手中毒，並且使用一連串的攻擊成功重創他，之後騎上鋼鐵大人女高速衝向忍者殺手打算為他介錯，忍者殺手選擇跳過機車並且抓住蛇王的頭部轉了兩圈，順便割斷了他的頸動脈，但是蛇王驚人的生命力沒有讓他當場死亡，對忍者殺手使用不動金縛術偷襲，結果不動金縛術被忍者殺手用鋼鐵大人女的後照鏡反彈，蛇王直接死在自己的忍術下變成了宛如水泥的雕像，鋼鐵大人女則被忍者殺手據為己有。
蜂巢（Beehive，聲優：浜添伸也）
總會屋的下級忍者，對自己的地位抱有不滿，加入巫師推翻老元・寬計畫的忍者之一。
體內寄宿的忍者靈魂未知。
主要是使用背上一門巨大的加特林機關槍，讓他可以使用特殊的「加特林機關槍空手道（オジギ・ガトリング）」。
卑鄙無恥的下三濫忍者，為了取得勝利無視了神聖不可侵犯的問候規則，會趁對手在問候的時候直接偷襲將對方打成蜂窩，並且認為自己沒有任何錯，讓人無以言語的超級失禮行為。也因為這樣被總會屋貶為下級忍者，其行徑連同伴都看不下去。
被巫師派遣去消滅掉忍者殺手的忍者之一，趁忍者殺手在問候的時候直接偷襲但是沒有殺死他，被忍者殺手引入到小巷子口裡面，蜂巢在視線死角內被攻擊最後被忍者殺手用「倒掛金鉤踢」重創，由於其無禮的行為激怒了忍者殺手，蜂巢活生生的被一腳一腳踩成碎肉，因果報應。
信天翁（Albatross，聲優：増元拓也）
總會屋的下級忍者，對自己的地位抱有不滿，加入巫師推翻老元・寬計畫的忍者之一。
體內寄宿著「伯勞鳥・忍者村」未知階級的忍者靈魂。
主要使用一把長槍，並且穿著有特殊彈簧的木屐和依據空氣力學設計的忍者裝束與銳角頭巾，搭配這些裝備讓他有者驚人的跳躍力，能夠從高空突襲用長槍刺穿對手，空手道的實力不強，在戰鬥的時候只會單方面的問候，不會等候對手的問候就直接攻擊，實際失禮。
被巫師派遣去消滅掉忍者殺手的忍者之一，從高空偷襲忍者殺手沒有得手，忍者殺手在跑進小巷之後信天翁選擇等候其他三名忍者的回應，主因是信天翁在室內與小巷中不能發揮實力，最後在大樓頂樓等待消息時被忍者殺手抓到，就在信天翁打算做垂死掙扎的反擊時，腳被忍者殺手用鉤繩捆住，無法反擊的信天翁被慘遭拷問，最後僅剩下一顆雙眼被挖出的頭顱。
快拳（聲優：斎藤寛仁）
總會屋的下級忍者，對自己的地位抱有不滿，加入巫師推翻老元・寬計畫的忍者之一。
體內寄宿的忍者靈魂未知。
身上穿著著拳擊護具以及拳擊手套，能夠使用使用發源於英式拳擊的柔術「拳擊流・空手道」，拳頭揮舞的相當快速且破壞力不可小覷。
被巫師派遣去消滅掉忍者殺手的忍者之一，與「磁人」配合作戰讓忍者殺手陷入了苦戰，但是兩人對於自己的實力有著過分的自信，磁人被忍者殺手用計謀殺死，快拳則被忍者殺手不斷的攻擊下盤，導致大腿受到嚴重傷害無法使出「拳擊流・空手道」靈巧的步伐，處於劣勢被忍者殺手單方面的毆打，最後被手刀貫穿眉心爆發四散死亡。
磁人（聲優：櫛田泰道）
總會屋的下級忍者，對自己的地位抱有不滿，加入巫師推翻老元・寬計畫的忍者之一。
體內寄宿的忍者靈魂未知。
身高約2.4米，身體三分之一都經過改造，並且穿著裝備了磁力控制裝置的忍者裝束，讓他能夠使出吸收金屬的「磁力・術」。
被巫師派遣去消滅掉忍者殺手的忍者之一，與「快拳」配合作戰讓忍者殺手陷入了苦戰，負責吸收忍者殺手丟出的手裡劍，讓他沒有辦法遠程攻擊快拳，並且在遠處用手裡劍攻擊忍者殺手，但是兩人對於自己的實力有著過分的自信，磁人打算在輸送帶上解決掉忍者殺手的時候被反將一軍，磁人被自己的磁力裝置吸在運輸帶上，且身體姿勢剛無法關掉裝置，最後磁人被輸送帶送到液壓裝置上面壓碎身體爆發四散死亡。

### 倖存者道場（サヴァイヴァー・ドージョー / Survivor Dojo）
以「佛雷斯特・佐渡」為領導建立的以自由為目標的生化忍者集團。
主要成員都是「好好先生製藥」實驗的生化忍者，每人都需要按時補充好好先生製藥的「生化錠」，否則身體會開始崩潰且受到極大的痛苦。為此倖存者道場會定期去搶劫好好先生製藥的工廠、研究所，順便救出被囚禁的生化忍者。
主要活動於新埼玉偏僻的東部地區，過著以狩獵「生化熊猫」與務農的自級自足生活，如果生化忍者們有著殺人衝動與缺乏資金時就會到新埼玉的街道上搶劫殺人，也因為這樣被忍者殺手列入該殺的名單當中。
佛雷斯特・佐渡（Forest Sawatari，聲優：關俊彦）
原本是「好好先生製藥」的研究員，被「阮氏・忍者」附身而變成忍者。變成忍者後他決定離職，同時也解放了公司中幾位生化忍者，建立起生化忍者集團「倖存者道場」。
受到忍者靈魂自帶的越南戰爭記憶所影響，不時陷入記憶錯亂的狀態，以為自己身在越戰戰場，做出一些詭異的言行，比如說將敵人當成「越共」、高喊「傑羅尼莫」或「西貢」之類的怪異口號。
雖然看似舉止瘋狂，但緊急狀況下能夠冷靜思考與決策，領導「倖存者道場」突破危機。身為游擊戰專家，擅長跟蹤、潛伏、設陷阱與偷襲，但他並不是只會偷襲，其空手道實力也不弱，能與忍者殺手正面對決。
身穿迷彩色的忍者服裝，頭戴越南風格的斗笠（足以抵擋手裏劍、或直接當作投擲武器）。擅長使用竹槍，也會使用開山刀、弓箭等武器。
原則上「不必要的不殺」，只為了生存而殺人、為了倖存者道場這些「家人」而殺人。
由於在某次相遇時，倖存者道場的成員被忍者殺手所殺，導致與忍者殺手的關係變得水火不容，但在利害關係一致的情況下還是會暫時合作。
對於「南希・李」非常執著，想要讓她當老婆。
惡漢（聲優：山本祥太）
有著四條手臂且身軀十分魁梧的生化忍者。
體內寄宿的忍者靈魂未知。
使用著兩把陶瓷製的武士刀搭配自己的「生化流·居合道」來戰鬥，對自己的居合道十分有自信。
個性十分的單純如同孩童一般，甚至讓忍者殺手想起自己的兒子，但是惡漢十分的好戰這讓他變成相當危險的忍者。在「好好先生製藥」的地下工廠第一次與忍者殺手交戰，結果不敵被忍者殺手的踢擊重創頭部全身癱瘓，就在要被介錯的時候被另一名生化忍者「蛙人」救走。
為了「生化錠」跟佐渡一起行動潛入了「好好先生製藥」的工廠，此時的惡漢急需補充生化錠且開始不斷的吐血，遇到了同樣潛入工廠的忍者殺手跟南希・李，之後惡漢開始跟忍者殺手交戰，佐渡因為忍者殺手的偷襲陷入昏迷無法支援，在狹小的空間裡讓惡漢的居合道有著絕對的優勢，令忍者殺手陷入苦戰，最後因為沒有補充生化錠的副作用讓惡漢當場吐血露出了破綻，被忍者殺手踢到空中用空手道奧義「倒掛金鉤踢」踢飛頭顱爆發四散死亡，死前露出猶如孩童般恐懼的表情令忍者殺手感到了罪惡感。

### 一揆打毀（イッキ・ウチコワシ / Ikki Uchikowashi）
由「破壞・鐵雄」領導的一個崇尚革命思想的極左翼激進組織，認為必須要推翻所有一切跟資本主義有關的事物，甚至認為被資本主義荼毒的人應當被殺光。
經常在各地煽動革命並且給當地人發放武器，並且會闖入新埼玉市裡面搶劫搜刮各種財產，無論是一般市民還是企業的，在一揆打毀成員眼裡這是為了支撐革命的基石為此毫無罪惡感。
跟新埼玉的黑暗巨型企業還有總會屋作對，一揆打毀被總會屋忍者稱為「無政府主義者」、「共產主義者」，曾經跟忍者殺手短暫合作，但是忍者殺手看破組織實際上是殘害無辜的存在後與其決裂。
彈指（聲優：岩永洋昭）
一揆打毀的特務戰鬥忍者。
體內寄宿的忍者靈魂未知。
能夠使用獨特的「柏青哥・術」從手掌不斷射出鋼珠來攻擊敵人，一發威力足以殺死凡人但是對忍者來說毫無威脅性。
喜歡長篇大論滿口都是崇高思想的忍者，實際上是為了滿足自己私慾喜歡殘殺無辜的邪惡忍者。
在搶劫火車的時候與護衛火車的總會屋忍者「日珥」交戰，但是自己的忍術對日珥毫無作用還被狠狠的嘲諷，在日珥被忍者殺手輕鬆擊敗後開始搶劫火車，看到火車的無辜民眾認為這些人是資本主義的豬玀，就在彈指準備下手殺人的時候被憤怒的忍者殺手攔阻，兩人交戰後彈指頭部被忍者殺手一腳踢到扭轉兩百度，並且被掐住脖子，憤怒的忍者殺手邊辱罵一揆打毀的行為一邊加大手上的力度，最後彈指被掐死。
巨漢（聲優：木内太郎）
一揆打毀的特務戰鬥忍者。
體內寄宿著「巨大・忍者村」未知階級的忍者靈魂。
使用的空手道為巨大忍者村獨有的「巨大・空手道」。
能夠使用「迷霧・術」覆蓋周圍的環境，從而為自己提供優勢。
在一揆打毀扇動抗議變得更激進的時候，忍者殺手突然現身讓抗議沒有繼續升溫，為此巨漢開始跟忍者殺手交戰，巨漢有著驚人的忍者耐力能夠承受多次忍者殺手的致命踢擊，在迷霧術的優勢下令忍者殺手陷入苦戰，戰鬥期間巨漢一直不斷的污辱龍道場，最後被憤怒的忍者殺手識破弱點被打到爆發四散當場死亡

### 好好先生製藥（ヨロシサン製薬 / Yoroshisan Pharmaceuticals）
日本黑暗巨型企業之一。創業於江戶三十七年宣傳標語是「疾病、老人、好好先生」。
表面上是售賣含有上癮成份藥物與提神飲料的藥廠，實際是售賣細菌與生物兵器給黑暗世界的死亡商人。
在現代則主要售賣「黑道復製人（クローンヤクザ）」與研發「生化忍者（バイオニンジャ）」。與「總會屋」和「罪罰影業」有合作關係。
其藥物與提神飲料「只要依說明書上建議的劑量飲用」就不會有中毒的風險但效果會較差，所以一般藥物成癮者都不會依建議劑量飲用、最終藥物過量死亡，實際上好好先生製藥故意將這些商品參入了一些毒品成分，刻意讓消費者陷入成癮狀態從而不斷購買他們的商品，自律性不強的消費者很容易上癮再也無法擺脫。除了藥物與提神飲料亦會提供老人服務與醫療改善延長一般人壽命、定期製造傳染病再售賣疫苗的邪惡企業。
主要的商品有「黑道復製人」、「馬力飲料（バリキドリンク）」、「坐禪飲料（ザゼンドリンク）」、「一刀刺·腎上腺素（ズバリ・アドレナリン「ZBR」）」。
黑道複製人（聲優：玄田哲章）
好好先生製藥的招牌產品之一。
採用曾經刺殺過日本總理大臣的傳奇黑道「弩禦島・座衛門（ドゴジマ・ゼイモン）」的DNA作為黑道複製人的基因，有著超越普通人跟一般黑道的戰鬥能力，無論是討債、鬥毆、槍戰都能夠完美做到，能夠使用各種輕、重型兵器且不須用教導。當黑道複製人群聚的時候會整齊一致做出任何行動，在戰鬥的時候會整齊一致的大罵黑道用語，諸如：「耍我啊混帳！（ザッケンナコラー！）」、「宰了你喔混帳！（スッゾコラー！）」等等，但是黑道複製人的壽命非常短只有三年，體內的血液是綠色的在氧化後會變成紅色。
由於黑道複製人並沒有「忍者現實震撼症狀（ニンジャリアリティ・ショック症狀 / Ninja Reality Shock「NRS」）」的情況，所以即便面對忍者也不會發生尿失禁的情況，經常被一些忍者集團採購用來當成砲灰的存在，雖然黑道複製人的戰鬥能力比凡人要強上很多，但是面對在超人般的忍者下黑道複製人仍然只會單方面的被殺死。

### 小村重工（オムラ・インダストリ / Omura Industries）
日本黑暗巨型企業之一，專門研發與售賣重型兵器與活體機械。經常強行以武力進行土地開發而令大批平民流離失所，而被迫進入由小村主導的生活環境惡劣的計畫區，讓居民在小村重工的工廠進行如同奴隷的工作至死。
其生產的兵器與工業產品佈滿整個新埼玉，如作宣傳用途的「鮪魚飛船（マグロ・ツェッペリン）」、戰鬥用途的「鬼瓦飛船（戦闘鬼瓦飛行船「ブブジマ」）」與防空用「大口徑對空電磁砲（電磁対空砲）」等等。原本有開發人工智慧的計劃且有一定成效「花魁機械人（オイランドロイド）」但由於新社長的專橫而取消人工智慧的開發、轉而重點開發「重火力、裝甲、質量、機械」的「機械忍者（ロボ・ニンジャ）」。但其生產的「機械忍者」的戰力遠遠比不上真正的忍者加上人工智慧的落後，之後改為開發以活體機械化改造，全身機械化的「機械改造忍者」，企業旗下的「企業忍者（企業ニンジャ）」普遍忠誠度都很高，甚至自願接受危險的活體機械化改造、成為機械改造忍者。
製作的機器忍者有「馬達亞虎（モーターヤブ）」、「馬達骸骨（モータードクロ）」等等。由於小村重工製造的機器忍者因為人工智慧的缺陷十分嚴重，很容易不分敵我的直接攻擊，這讓小村重工遭受諸多買家的批評。
破雲者（聲優：櫻井徹）
小村重工的企業忍者之一，對公司有很高的忠誠度。
體內寄宿著「蜂・忍者村」下忍的忍者靈魂。
身上裝備了小村重工的噴射背包跟電磁刀讓他能夠使出「科技・空手道」，空手道叫喊是「工業之力！」。
被奈落・忍者評價為如同昆蟲般弱小的忍者、「靠著廢鐵飛行便自鳴得意的無能者！在俺的空手道面前一無是處！」。
在忍者殺手解決掉總會屋忍者「縱火者」以後，小村重工為了向老元・寛推銷武器決定消滅剛成為忍者殺手沒有多久的藤木戶健二，發現鬼瓦飛船無法消滅忍者殺手後決定派出破雲者應戰，由於忍者殺手的戰鬥經驗不足被鬼瓦飛船和破雲者的聯手攻擊擊敗，奈落・忍者因為看不下去藤木戶健二沒出息的樣子，直接搶奪身體親自戰鬥，破雲者被奈落・忍者單方面輾壓毫無還手之力，最後被勾繩綑住脖子失去控制的破雲者帶著奈落・忍者一頭撞穿鬼瓦飛船，在空中爆發四散死亡。

### 不朽忍者工坊（イモータル・ニンジャ・ワークショップ / Immortal Ninja Workshop）
李・荒木（Dr. Lee Aaraki，聲優：千葉繁）
INW計畫的主持人，對於有關忍者的一切都充滿著興趣，是忍者研究家與天才科學家。
了解忍者的歷史與身體構造，是協助老元・寬植入七個忍者靈魂的最大功臣，發現只有老元・寬驚人的意志力可以才植入如此眾多的忍者靈魂，一般附身者只要有超過兩個忍者靈魂便會承受不住當場爆發四散死亡。
看到任何有關忍者的事情會激動地大吼大叫、手舞足蹈的跳來跳去，反之跟忍者無關的事情李・荒木會顯得非常冷淡完全不感興趣，對自己各種殘忍的實驗毫無罪惡感。
經常會說出一些言論激怒到老元・寬，但是科學家的求知慾高於對死亡的恐懼，甚至還有膽量對老元・寬提出各種要求，因為優秀的能力讓李・荒木的這些作為不但不會被殺死，反而會得到大筆的資金援助。
偶然之間發現將忍者靈魂放進死者身體內的人工忍者靈魂附身的方法，將研究重點於開發殭屍忍者，忍者靈魂的來源主要是那些不肯臣服於總會屋的忍者靈魂附身者，或是被總會屋認為沒有利用價值的忍者，李・荒木經常會得到階級較高的上位、神話級忍者的靈魂，並且會把附身者的忍者靈魂直接抽離轉移到屍體身上，被抽離靈魂的附身者會當場死亡。
吹雪・納哈塔（Fubuki Nahata，聲優：水谷優子）
穿著PVC的實驗室外套以及戴著PVC的護士帽，留著橙色的鮑伯頭髮型。
李・荒木的助手兼情人，有著全日本最聰明的頭腦，與主任研究員「鳥田・陳一」相處得非常不好兩人互相仇視對方。
在李・荒木陷入激動的時候，吹雪都會想各種辦法讓他冷靜下來。
因為做了長期的實驗讓吹雪對可怕的實驗毫無感覺，甚至在面對忍者的時候也毫無畏懼。
藍血／鳥田・陳一（Torida Chenich）
INW的主任研究員，非常崇拜李・荒木但是不善於表達言詞，有著讓李・荒木肯定的優秀才能，十分忌妒甚至仇視吹雪・納哈塔。
體內寄宿著「不死身・忍者」上忍的忍者靈魂。
在乘坐運送「滅絕者」、「冥火」車輛的時候，滅絕者突然甦醒暴走用車上的電動圓鋸殺掉所有人，鳥田・陳一也慘遭被斬首死亡，但是INW回收了他的頭顱並且植入了「不死身・忍者」的靈魂讓他成功復活，鳥田・陳一在只剩下一顆頭顱的情況仍然可以保有精神意識甚至說話，通常死亡的人類屍體植入忍者靈魂會失去記憶與意志，但是鳥田・陳一卻能夠保留完整記憶。
藍血的戰鬥方式主要依靠雙手上能伸長達三米的有如武士刀鋒利的利爪，利爪讓他能夠使出如同龍捲風般的斬擊、甚至可以瞄準敵人臉部突然伸長來貫穿對手，利爪可以輕鬆的撕裂或貫穿新埼玉警方的「劍道裝甲服（ケンドー型装甲服）」，還能夠使出有著足以留下殘影的移動方式，幾乎能夠完全迴避敵人的攻擊，但是這種能力在面對空手道高強的對手毫無用處，並且藍血的空手道實力不弱，綜合能力讓他成為了不可輕視的強敵。
有著非常驚人的生命力，無論是被「強・手裡劍」摧毀腦袋或是被「神聖雙節棍」打碎全身，「不死身・忍者」的力量都能夠讓他復活，只有「白木樁」刺穿心臟才會讓他真正的死去，但是藍血沒有辦法曝曬在陽光下，陽光會讓他受到嚴重傷害，讓他必須要在陰暗處才能活動。
亡靈／菅原・富秀（聲優：沢木郁也）
殭屍忍者的第一號實驗品。
體內寄宿的忍者靈魂未知，忍者靈魂來自一名惹毛老元・寬的下級忍者「哨兵」。
原本是名為「菅原・富秀」性格溫柔平靜、充滿禪意與智慧的善良老人，是「丸之內超級高大樓」的清潔工、死月的父親。
在偶然的巧合下遇到了在樓頂的忍者殺手，由於其無害的個性令忍者殺手願意與其交心聊天，在聊天的過程中甚至撫平了忍者殺手的心靈，讓忍者殺手可以繼續保持人性，但是忍者殺手很清楚自己會牽連到他人，在交談後便就此別過沒有再回到同一個地點，隔天菅原・富秀則還想見到忍者殺手一面，結果被附近的地獄風箏聽到抓走。
菅原・富秀被總會屋嚴刑拷打，結果總會屋發現他與忍者殺手並沒有關係後，決定廢物利用把他交給李・荒木，最後計畫成功把菅原・富秀變成了沒有智商的殭屍忍者「亡靈」，在總會屋的謀劃下死月載著「亡靈」前往指定地點，打算就這樣除掉忍者殺手跟死月，在死月敗給忍者殺手後棺材被打開，看到變成一具屍體的菅原・富秀忍者殺手悲憤不已，結果亡靈直接偷襲忍者殺手導致他受重傷，兩人激戰後亡靈被擊敗只剩下一顆頭顱，菅原・富秀的精神意識成功恢復並且對忍者殺手說出自己的遺言，最後聽到自己兒子的聲音非常的高興，死月則替自己的父親介錯。

### 其他
矢本・小季（Yamoto Koki，聲優：雨宮天）
從京都轉學到新埼玉的女高中生，當她還在京都的高中時碰巧捲入「章剛・間口」跳樓自殺的事件，瀕死之際被「紙（死）・忍者」附身而奇蹟復元。
後來因為被總會屋追緝而選擇離開新埼玉的學校與朋友，孤身一人四處逃亡，但途中總是能遇到各種貴人相助，諸如忍者殺手、銀鴉、滅絕...等等。
身高約153公分，是一位擁有黑色短髮與黑瞳的美少女。平時身穿普通的學生制服與短裙，沒有忍者服裝。當發動忍者靈魂時雙眼會變成櫻花色、同時臉部被圍巾包住。小說中有幾次特別提到她「胸口平坦」。
憑藉著古代傳說級忍者「紙（死）・忍者」的力量，矢本可以施展「櫻花強化柔術」，對武器注入能量來提升威力。由於自身擅長摺紙，因此將摺紙變成類似飛鏢的投擲武器。空手道實力普通，導致初期面對其他忍者大多陷入苦戰。後來在忍者「銀鴉」的指導下習得「居合道」才逐漸掌握到空手道的基礎，並從銀鴉手中繼承了一把武士刀「姥捨」。
自殺（Suicide）／章剛・間口（聲優：岩田光央）
原本是一名京都獨立共和國的高中生，對自己的人生感到絕望，在跳樓自殺的時候剛好撞到在樓下的矢本・小季，兩人死亡後分別被忍者靈魂附身重新復活。
對矢本・小季有特殊的情感。
身高約173cm、打扮龐克造型的樣貌、上半身沒有穿著衣服、留著明顯的爆炸頭。
體內寄宿著「龐克・忍者」上忍的忍者靈魂。
能夠使用危險的「靈魂虹吸・術」，直接抽取對手的靈魂。
在成為忍者後認為自己所向無敵，用靈魂虹吸・術殺掉大量來找碴的暴走族遭到了警方的逮捕關押，在監牢中遇到了喬裝打扮的音爆，由於沒有鍛鍊過空手道完全不是音爆的對手，音爆用半強迫的方式把章剛・間口帶到總會屋的所澤大廈。在測試完章剛・間口的能力後音爆幫他取名「自殺」，並且要求他跟他一起去招攬矢本・小季，在卡拉OK裡面音爆恐嚇矢本・小季拒絕加入就殺掉她，自殺則決定替矢本・小季爭取時間對音爆展開攻擊讓她可以逃跑。在激戰後自殺完全不是音爆的對手被擊敗失去意識。
最後幸運的被路過的真忍者「費爾嘉（フィルギャ）」救活，並且被招攬到了反社會不良青年忍者集團「放逐圈（サークル・シマナガシ）」，成為了組織裡面的一員。
銀鴉（Silver Karasu）／鍵・田中（Kagi Tanaka，聲優： 藤原啓治）
不屬於任何一方勢力的自由忍者，有著十分強悍的居合道。
體內寄宿著「五十步・忍者村」下忍的忍者靈魂。
主要的工作是進行「科技試刀」，接受各路企業的委託來測試兵器的實際數據，試刀對象大多都是無社會階層的失敗者、勞動者、貧民，一旦試刀被目擊到銀鴉會毫不留情地殺死目擊者，有著對受害者屍體唸南無阿彌陀佛的習慣，知道自己是個罪孽深重之人，使用著一把名為「姥捨」的武士刀。
身體患上不治之症，即便是忍者的體質都無法治癒，已經是一個將死之人。
在洗衣店遇上矢本・小季，在矢本・小季被總會屋忍者追殺的時候，銀鴉決定伸出援手幫助她，成為了矢本・小季的老師教導她居合道、空手道，最後在殺死兩名追殺的總會屋忍者後，身體嚴重衰竭死在了矢本・小季的懷裡，幫助矢本・小季成為銀鴉的自我贖罪。
黑霧（Black Haze，聲優： 大塚明夫）
不屬於任何一方勢力的傭兵忍者，有著十分強悍的空手道。
體內寄宿著「蠶・忍者村」下忍的忍者靈魂。
忍者靈魂雖然十分弱小，但是黑霧能夠依靠各種裝備以及強悍的空手道與各種強敵戰鬥，使用的裝備有：雪茄炸彈、捕獲網。
主要的工作是承接總會屋跟INW的各種委託，是一個十分敬業的忍者深受雇主的信任，但是本人會視情況來決定是否要退出任務，如果在任務行動當中會有嚴重危及他的性命的情況發生，黑霧就會選擇取消掉任務，有著優秀的判斷能力。
由於殭屍忍者「冥火」逃跑的緣故，INW選擇委託黑霧來捕捉冥火，在戰鬥過程當中黑霧很快就壓制並且把冥火給綑綁住，結果忍者殺手突然闖入開始跟黑霧展開交戰，兩人的空手道幾乎不相上下，之後忍者殺手被捕獲網給捆住黑霧選擇用雪茄炸彈打算炸死他，結果忍者殺手故意讓周圍的蠟燭掉在冥火身上，冥火體內「鬼怪・忍者」的上忍靈魂開始使用忍術燒穿捕獲網，成功恢復自由之身，最後黑霧認為INW給的情報跟他實際看到的情況差太多，果斷選擇放棄任務把冥火交給忍者殺手解決，自己則搭上直昇機撤退。
忍者殺手在前往所澤大廈的路上遇到攔阻的黑霧，兩人在一翻交戰後黑霧被忍者殺手用鉤繩捆住手臂，然後忍者殺手騎上「鋼鐵大人女」拖著黑霧的身體在高速公路上奔馳，打算就這樣把黑霧慢慢折磨到死但是黑霧選擇切斷自己的手臂，成功逃過一劫。
滅絕者（Genocide，聲優： 井上和彦）
是INW（Immortal Ninja Workshop）瘋狂科學家「李・荒木」的第三號殭屍忍者的實驗品。
屍體被注入了神話級忍者「滅絕・忍者」的忍者靈魂。
在運輸的過程中突然甦醒暴走，殺光了所有的黑道複製人跟研究人員，拿走了車上的兩把大型的電動圓鋸作為武器並且為其裝上鎖鏈以便更好的使用。
身高199公分，身上穿著基督教神父的服裝戴著大型的西方帽，為避免自己嚇人的面貌引起注意會把自己的臉遮起來。
有著十分驚人的耐力和怪力而且幾乎不會感覺到疼痛，讓滅絕者可以使出強大的「不死・空手道」，戰鬥的時候會喊出獨特的空手道叫喊，諸如：「滅絕！」「我是滅絕！」「我就是滅絕！」。
因為是殭屍身體不斷的腐爛發散屍臭味，為了不引起注意滅絕者會刻意喝下大量的酒來掩蓋自身的味道，一直試圖回想起自己還活著時的記憶，但是因為腦部腐爛的關係使得他記憶力非常糟糕。本人有著十分理智的思考行為很討厭把無辜之人牽連進來，只會殺掉前來追捕他的INW成員跟妨礙他行動的人，但是滅絕・忍者殺戮的本能會一直不斷的刺激他，在戰鬥中滅絕者十分容易變的狂暴化且兇殘會把周圍的一切都殺光，為了不殃及無辜滅絕者經常在偏僻且杳無人煙的地方活動，只想要過著平靜的生活不被干擾。
曾經伸出援手幫助矢本・小季，殺掉了前來捉拿她的總會屋忍者「擲彈兵」以及黑道複製人大軍，矢本・小季也幫助滅絕者消滅掉INW派出的生化忍者「蠍獅」，兩人建立起了一段戰友情誼。
龜大師（聲優：中尾隆聖）
自稱「能夠看到未來，但是不能夠看到太遙遠的未來」的命運使者，是用忍術製作出來的機器人。
身高九呎，並且戴著像舞獅的忍者面甲，身上如同包袱般的披風型忍者裝束上有著無數白色毛筆的「龜」字跡。
多次協助黑暗忍者稱他為「高貴的人」、「有著祟高的使命」，在黑暗忍者被忍者殺手擊敗後，與鶴大師一起回收被忍者殺手打斷的「別嬪」，交還給黑暗忍者並且想辦法協助他修復「別嬪」，接受黑暗忍者的命令跟指揮，龜、鶴大師實際目的是要讓黑暗忍者變成能夠讓忍者之祖「勝・萬松」復活的容器，在背後操作黑暗忍者的命運。
所澤大廈當忍者殺手跟黑暗忍者激戰的時候，龜、鶴大師突然闖入用微型手裡劍重創忍者殺手，並且告訴黑暗忍者必須前往京都才能夠修復「別嬪」，正當忍者殺手打算反擊的時候龜、鶴大師帶著黑暗忍者離開。
身體搭載著驚人的火力，雙手的每一根手指都可以發射數量龐大的微型手裡劍，並且手裡劍都有著麻痺毒素。在變形後身上的披風會消失，取而代之的是由妖木製成高達十五米的身軀，雙手會懸浮在空中，手腕能夠發射有著坦克主砲口徑的「硫酸彈」、懸浮的雙手會變形成「手裡劍火神炮」速度與威力超過微型手裡劍，並且龜大師會吟誦「臨兵鬥者！ 皆陣列在前！」的言靈，從嘴部發射威力巨大的雷射炮，如果雙手被毀掉可以立刻從手腕變形出新的手掌，並且巨大的怪力讓他可以輕鬆的徒手殺死忍者。
有著強大的戰鬥力以及防護力，能夠扛下忍者殺手威力巨大的空手道打擊並且反擊，迫使忍者殺手必須使用「三神器」之一的「神聖雙節棍」以及和奈落忍者身心靈合一的「一心同體」狀態下，使盡全力才有辦法消滅掉。
鶴大師（聲優：中尾隆聖）
自稱「能夠看到過去，但是不能夠看到太遙遠的過去」的命運使者，是用忍術製作出來的機器人。
身高九呎，並且戴著像舞獅的忍者面甲，身上如同包袱般的披風型忍者裝束上有著無數白色毛筆的「鶴」字跡，忍者裝束的顏色與龜大師相反。
多次協助黑暗忍者稱他為「高貴的人」、「有著祟高的使命」，在黑暗忍者被忍者殺手擊敗後，與龜大師一起回收被忍者殺手打斷的「別嬪」，交還給黑暗忍者並且想辦法協助他修復「別嬪」，接受黑暗忍者的命令跟指揮，龜、鶴大師實際目的是要讓黑暗忍者變成能夠讓忍者之祖「勝・萬松」復活的容器，在背後操作黑暗忍者的命運。
與龜大師一樣搭載了驚人的火力。
所澤大廈當忍者殺手跟黑暗忍者激戰的時候，龜、鶴大師突然闖入用微型手裡劍重創忍者殺手，並且告訴黑暗忍者必須前往京都才能夠修復「別嬪」，正當忍者殺手打算反擊的時候龜、鶴大師帶著黑暗忍者離開。
在黑暗忍者的命令下與龜大師一同去救出罪罰忍者「暗影編織」，鶴大師帶著暗影編織離開，龜大師選擇留下來跟在場所有人展開戰鬥，龜大師被消滅掉後鶴大師也沒有任何的反應，在完成黑暗忍者指派的任務後便原地消失。
正當黑暗忍者在詢問遭到罪罰影業囚禁的忍者「蛛形綱」有關於「三神器」的時候，鶴大師突然現身對蛛形綱動手打算殺死他，因為蛛形綱知道了太多的事情，黑暗忍者則用別嬪偷襲把鶴大師跟蛛形綱刺穿，然後再使用「暗・襲」把兩人的靈魂給抽走，從而讀取到了兩人的一切知識跟記憶，黑暗忍者則早就看清了龜、鶴大師兩人的真正目的，藉著忍者殺手消滅掉龜大師從而少了一個威脅，然後自己再親手消滅掉鶴大師，至此黑暗忍者的命運完全掌握在自己的手上。

## 原作與翻譯

### 原作者
根據官方書籍、網站以及相關採訪資料顯示，小說原作者為Bradley Bond與Philip Ninj@ Morzez兩位美國人，不過時至今日他們仍未正式在公開場合現身過。兩人最早於1996年開始創作《忍者殺手》的原型小說，但部分設定與現在的版本不同。
2010年12月，日本作家架神恭介在其部落格文章中寫到他與來到日本的Bradley Bond一同用餐的過程。2014年，在忍者殺手首次宣布動畫化的影片中出現過原作者兩人的身影，但沒有完全露臉，只能看出是白人男性，實際相貌依然無法確定。2015年5月，美國網站Crunchyroll的一個網路電台節目「Crunchycast」採訪了兩位原作者，節目中兩人均使用變聲器進行談話。
Bradley Bond
- 1968年出生，現居美國紐約。1990年代在網路上結識了MORZEZ，兩人共同創作出忍者殺手。本作的日本文化相關設定由他負責。
- 在語言學、歷史及傳統文化等領域擁有深厚的造詣，對於日本的歷史文化也有所研究，喜愛書道和茶道。有個住在日本的外甥會定期將當地的照片和影片傳送給他。[8]

PHILIP Ninj@ MORZEZ
- 1969年出生，現居美國洛杉磯。1990年代在網路上結識了Bradley Bond並開始共同創作，聲稱是為了警告世人提防忍者的威脅。
- 學生時代有過計算機工程相關經驗，本作的賽博朋克相關科幻內容主要由他負責考據與設計。他以程序化規則來編寫本作登場人物的日本姓名，部分人名由程式計算而出。[8]

### 日文翻譯
2005年12月，一群志願翻譯者在日本社群網站Mixi發布了原篇名為「Ninja Slayer Classics」的日文翻譯文章。2010年，以本兌有、杉ライカ兩人為核心的翻譯團隊「ダイハードテイルズ」（Diehardtales）正式從原作方取得了忍者殺手的翻譯授權。同年7月，該團隊在推特上開始公開連載原作的日文翻譯，時至今日仍在連載中，而且完全免費（實際良心！）。由於推特上每次推文最多只能包含140字元，因此一條推文只會寫上一兩句翻譯，形成大量分散的條列式文句。
2012年角川集團旗下的enterbrain取得了小說的出版權，單行本第一集於2012年9月發行，目前為止總共發行21冊。相對於推特上那些章節、文句都很零散的連載內容，單行本會針對翻譯進行修訂、統整以及加上插圖。在劇情進度方面，單行本已進入故事第三部的完結篇，而推特上正在連載第四部的故事。

## 出版小說
| 集數                                        | 日文標題                             | 中文標題                            | KADOKAWA                            | KADOKAWA                            | 台灣角川                            | 台灣角川                            |
| 集數                                        | 日文標題                             | 中文標題                            | 發售日期                            | ISBN                                | 發售日期                            | ISBN                                |
| 第一部：火燒新埼玉 ネオサイタマ炎上         | 第一部：火燒新埼玉 ネオサイタマ炎上  | 第一部：火燒新埼玉 ネオサイタマ炎上 | 第一部：火燒新埼玉 ネオサイタマ炎上 | 第一部：火燒新埼玉 ネオサイタマ炎上 | 第一部：火燒新埼玉 ネオサイタマ炎上 | 第一部：火燒新埼玉 ネオサイタマ炎上 |
| ------------------------------------------- | ------------------------------------ | ----------------------------------- | ----------------------------------- | ----------------------------------- | ----------------------------------- | ----------------------------------- |
| 1                                           | NINJA SLAYER Neo-Saitama in Flames 1 | NINJA SLAYER 忍者殺手 火燒新埼玉 1  | 2012年9月29日                       | ISBN 978-4-04-728331-2              | 2013年12月4日                       | ISBN 978-986-325-592-5              |
| 2                                           | NINJA SLAYER Neo-Saitama in Flames 2 | NINJA SLAYER 忍者殺手 火燒新埼玉 2  | 2012年11月30日                      | ISBN 978-4-04-728480-7              | 2014年3月26日                       | ISBN 978-986-325-848-3              |
| 3                                           | NINJA SLAYER Neo-Saitama in Flames 3 | NINJA SLAYER 忍者殺手 火燒新埼玉 3  | 2013年1月31日                       | ISBN 978-4-04-728481-4              | 2014年12月11日                      | ISBN 978-986-366-083-5              |
| 4                                           | NINJA SLAYER Neo-Saitama in Flames 4 | NINJA SLAYER 忍者殺手 火燒新埼玉 4  | 2013年3月30日                       | ISBN 978-4-04-728690-0              | 2015年7月18日                       | ISBN 978-986-366-472-7              |
| 第二部：殺伐都市京都 キョート殺伐都市       |                                      |                                     |                                     |                                     |                                     |                                     |
| 5                                           | NINJA SLAYER Shadow of Zaibatsu      |                                     | 2013年6月29日                       | ISBN 978-4-04-728945-1              |                                     |                                     |
| 6                                           | Ninja and Geisha                     |                                     | 2013年8月31日                       | ISBN 978-4-04-729120-1              |                                     |                                     |
| 7                                           | Three Dirty NINJA Bond               |                                     | 2013年10月31日                      | ISBN 978-4-04-729253-6              |                                     |                                     |
| 8                                           | Nunchaku of Destruction              |                                     | 2013年12月29日                      | ISBN 978-4-04-729261-1              |                                     |                                     |
| 9                                           | Reboot Raven                         |                                     | 2014年4月12日                       | ISBN 978-4-04-729362-5              |                                     |                                     |
| 10                                          | Maguro and Dragon                    |                                     | 2014年7月9日                        | ISBN 978-4-04-729755-5              |                                     |                                     |
| 11                                          | Kyoto: Hell on earth                 |                                     | 2014年10月14日                      | ISBN 978-4-04-729932-0              |                                     |                                     |
| 12                                          | Kyoto: Hell on earth                 |                                     | 2015年1月24日                       | ISBN 978-4-04-730189-4              |                                     |                                     |
| 第三部：不滅的忍者靈魂 不滅のニンジャソウル |                                      |                                     |                                     |                                     |                                     |                                     |
| 13                                          | Amakudari Sect                       |                                     | 2015年4月16日                       | ISBN 978-4-04-730418-5              |                                     |                                     |
| 14                                          | Who Killed Ninja Slayer?             |                                     | 2015年7月25日                       | ISBN 978-4-04-730606-6              |                                     |                                     |
| 15                                          | Killing Field Sappukei               |                                     | 2015年11月30日                      | ISBN 978-4-04-730790-2              |                                     |                                     |
| 16                                          | Tunnus Thunderbolt                   |                                     | 2016年3月31日                       | ISBN 978-4-04-734021-3              |                                     |                                     |
| 17                                          | Dark Side of the Moon                |                                     | 2016年5月30日                       | ISBN 978-4-04-734176-0              |                                     |                                     |
| 18                                          | Reforging the Hatred                 |                                     | 2016年11月30日                      | ISBN 978-4-04-734409-9              |                                     |                                     |
| 19                                          | The Longest Day of Amakudari         |                                     | 2017年6月30日                       | ISBN 978-4-04-734712-0              |                                     |                                     |
| 20                                          | The Longest Day of Amakudari         |                                     | 2017年12月28日                      | ISBN 978-4-04-734952-0              |                                     |                                     |
| 21                                          | Ninja Slayer Never Dies              |                                     | 2019年4月30日                       | ISBN 978-4-04-735245-2              |                                     |                                     |

## 漫畫
從2013年7月至2014年1月期間，共有三部改編漫畫相繼開始連載：《NINJA SLAYER忍者殺手》、《NINJA SLAYER忍者殺手 性感兇器》、《NINJA SLAYER忍者殺手 殺》，分別由三位漫畫家負責創作，連載雜誌與單行本出版社也不盡相同。三部漫畫均有雜誌、推特兩種連載管道，而推特上的連載原則上都是完全免費公開。
三部漫畫皆以原作劇情為基礎進行改編，但創作手法都不盡相同。《NINJA SLAYER忍者殺手》（通稱「無印版」）由余湖裕輝擔任作畫，在情節敘述、人設與氣氛塑造方面較貼近原作，忠實還原小說的血腥暴力元素；《性感兇器》由さおとめあげは擔任作畫，傾向BL方式的改編，著重於男性角色之間的互動，不過在情節方面與原作差異不算太大；《忍者殺手 殺》由關根光太郎擔任作畫，偏向少年漫畫的創作方式，大量描繪激烈、熱血的搏鬥場面，在劇情方面只畫到原作第一部「火燒新埼玉」的後半部就完結了。
由余湖裕輝作畫的「無印版」漫畫最早於2013年7月開始在Comptiq與月刊Comp Ace雜誌連載，兩本雜誌連載的內容毫無差別。直到2016年4月，月刊Comp Ace突然開始連載不同的劇情篇章，直接跳到原作第二部「殺伐都市京都」的劇情，當時Comptiq雜誌的進度仍在原作第一部「火燒新埼玉」的劇情。2016年11月，隨著篇章「藝伎，空手道，新幹線，與地獄」（ゲイシャ・カラテ・シンカンセン・アンド・ヘル）的完結，月刊Comp Ace同時宣布結束連載，僅剩Comptiq雜誌繼續連載。2017年12月，Comptiq雜誌的連載已達到第一部「火燒新埼玉」劇情的完結，同時宣布該雜誌結束連載。2018年2月，官方宣布漫畫將轉移到Champion RED雜誌繼續連載，單行本出版社也從KADOKAWA改為秋田書店，同年4月正式開始連載並持續至今。然而在轉換到Champion RED雜誌後便不再提供推特免費連載了。此外，Champion RED連載之後的單行本標題均改為「ニンジャスレイヤー・キョート・ヘル・オン・アース」，與過去的單行本標題形式不同。
《NINJA SLAYER忍者殺手》（ニンジャスレイヤー）
作畫：余湖裕輝／編劇：田畑由秋

連載雜誌：Comptiq、月刊Comp Ace（2013年7月～2017年12月）／Champion RED（2018年5月～）

出版社：KADOKAWA（Comptiq、月刊Comp Ace連載版）／秋田書店（Champion RED連載版）

| Comptiq、月刊Comp Ace連載版 單行本標題：ニンジャスレイヤー                      | Comptiq、月刊Comp Ace連載版 單行本標題：ニンジャスレイヤー | Comptiq、月刊Comp Ace連載版 單行本標題：ニンジャスレイヤー | Comptiq、月刊Comp Ace連載版 單行本標題：ニンジャスレイヤー | Comptiq、月刊Comp Ace連載版 單行本標題：ニンジャスレイヤー | Comptiq、月刊Comp Ace連載版 單行本標題：ニンジャスレイヤー | Comptiq、月刊Comp Ace連載版 單行本標題：ニンジャスレイヤー |
| 集數                                                                            | 日文副標題                                                 | 中文副標題                                                 | KADOKAWA                                                   | KADOKAWA                                                   | 台灣角川                                                   | 台灣角川                                                   |
| 集數                                                                            | 日文副標題                                                 | 中文副標題                                                 | 發售日期                                                   | ISBN                                                       | 發售日期                                                   | ISBN                                                       |
| ------------------------------------------------------------------------------- | ---------------------------------------------------------- | ---------------------------------------------------------- | ---------------------------------------------------------- | ---------------------------------------------------------- | ---------------------------------------------------------- | ---------------------------------------------------------- |
| 1                                                                               |                                                            | 復仇機械                                                   | 2013年12月10日                                             | ISBN 978-4-04-120942-4                                     | 2014年11月26日                                             | ISBN 978-986-366-234-1                                     |
| 2                                                                               |                                                            | 末代忍者少女降臨（壹）                                     | 2014年5月9日                                               | ISBN 978-4-04-121114-4                                     | 2015年10月13日                                             | ISBN 978-986-366-771-1                                     |
| 3                                                                               |                                                            | 末代忍者少女降臨（貳）                                     | 2014年11月7日                                              | ISBN 978-4-04-101674-9                                     | 2016年4月13日                                              | ISBN 978-986-473-030-8                                     |
| 4                                                                               |                                                            | 新埼玉市裡的暴行                                           | 2015年4月10日                                              | ISBN 978-4-04-102912-1                                     | 2016年7月13日                                              | ISBN 978-986-473-206-7                                     |
| 5                                                                               |                                                            |                                                            | 2015年7月10日                                              | ISBN 978-4-04-103400-2                                     |                                                            |                                                            |
| 6                                                                               |                                                            |                                                            | 2015年12月10日                                             | ISBN 978-4-04-103402-6                                     |                                                            |                                                            |
| 7                                                                               |                                                            |                                                            | 2016年4月7日                                               | ISBN 978-4-04-104062-1                                     |                                                            |                                                            |
| 8                                                                               |                                                            |                                                            | 2016年7月9日                                               | ISBN 978-4-04-104420-9                                     |                                                            |                                                            |
| 9                                                                               |                                                            |                                                            | 2016年9月26日                                              | ISBN 978-4-04-104818-4                                     |                                                            |                                                            |
| 10                                                                              |                                                            |                                                            | 2016年12月10日                                             | ISBN 978-4-04-105029-3                                     |                                                            |                                                            |
| 11                                                                              |                                                            |                                                            | 2016年12月10日                                             | ISBN 978-4-04-105031-6                                     |                                                            |                                                            |
| 12                                                                              |                                                            |                                                            | 2017年6月9日                                               | ISBN 978-4-04-105654-7                                     |                                                            |                                                            |
| 13                                                                              |                                                            |                                                            | 2018年2月10日                                              | ISBN 978-4-04-106490-0                                     |                                                            |                                                            |
| 14                                                                              |                                                            |                                                            | 2018年2月10日                                              | ISBN 978-4-04-106491-7                                     |                                                            |                                                            |
| Champion RED連載版 單行本標題：ニンジャスレイヤー・キョート・ヘル・オン・アース |                                                            |                                                            |                                                            |                                                            |                                                            |                                                            |
| 集數                                                                            | 日文副標題                                                 | 中文副標題                                                 | 秋田書店                                                   | 秋田書店                                                   | 秋田書店                                                   | 秋田書店                                                   |
| 集數                                                                            | 日文副標題                                                 | 中文副標題                                                 | 發售日期                                                   | 發售日期                                                   | ISBN                                                       | ISBN                                                       |
| 1                                                                               |                                                            |                                                            | 2019年1月18日                                              | 2019年1月18日                                              | ISBN 978-4-253-23916-5                                     | ISBN 978-4-253-23916-5                                     |
| 2                                                                               |                                                            |                                                            | 2019年1月18日                                              | 2019年1月18日                                              | ISBN 978-4-253-23917-2                                     | ISBN 978-4-253-23917-2                                     |
| 3                                                                               |                                                            |                                                            | 2019年6月20日                                              | 2019年6月20日                                              | ISBN 978-4-253-23918-9                                     | ISBN 978-4-253-23918-9                                     |
| 4                                                                               |                                                            |                                                            | 2019年11月20日                                             | 2019年11月20日                                             | ISBN 978-4-253-23919-6                                     | ISBN 978-4-253-23919-6                                     |
| 5                                                                               |                                                            |                                                            | 2020年4月20日                                              | 2020年4月20日                                              | ISBN 978-4-253-23920-2                                     | ISBN 978-4-253-23920-2                                     |
| 6                                                                               |                                                            |                                                            | 2020年10月20日                                             | 2020年10月20日                                             | ISBN 978-4-253-23921-9                                     | ISBN 978-4-253-23921-9                                     |
| 7                                                                               |                                                            |                                                            | 2021年3月18日                                              | 2021年3月18日                                              | ISBN 978-4-253-23922-6                                     | ISBN 978-4-253-23922-6                                     |
| 8                                                                               |                                                            |                                                            | 2021年8月19日                                              | 2021年8月19日                                              | ISBN 978-4-253-23923-3                                     | ISBN 978-4-253-23923-3                                     |
| 9                                                                               |                                                            |                                                            | 2022年1月20日                                              | 2022年1月20日                                              | ISBN 978-4-253-23924-0                                     | ISBN 978-4-253-23924-0                                     |
| 10                                                                              |                                                            |                                                            | 2022年6月20日                                              | 2022年6月20日                                              | ISBN 978-4-253-23925-7                                     | ISBN 978-4-253-23925-7                                     |
| 11                                                                              |                                                            |                                                            | 2022年11月18日                                             | 2022年11月18日                                             | ISBN 978-4-253-23926-4                                     | ISBN 978-4-253-23926-4                                     |
| 12                                                                              |                                                            |                                                            | 2023年4月20日                                              | 2023年4月20日                                              | ISBN 978-4-253-23927-1                                     | ISBN 978-4-253-23927-1                                     |
| 13                                                                              |                                                            |                                                            | 2023年9月20日                                              | 2023年9月20日                                              | ISBN 978-4-253-23928-8                                     | ISBN 978-4-253-23928-8                                     |
| 14                                                                              |                                                            |                                                            | 2024年3月18日                                              | 2024年3月18日                                              | ISBN 978-4-253-23929-5                                     | ISBN 978-4-253-23929-5                                     |
| 15                                                                              |                                                            |                                                            | 2024年7月19日                                              | 2024年7月19日                                              | ISBN 978-4-253-23930-1                                     | ISBN 978-4-253-23930-1                                     |
| 16                                                                              |                                                            |                                                            | 2025年1月20日                                              | 2025年1月20日                                              | ISBN 978-4-253-32376-5                                     | ISBN 978-4-253-32376-5                                     |

《NINJA SLAYER忍者殺手 性感凶器》（ニンジャスレイヤー　グラマラス・キラーズ）
作畫：さおとめあげは／連載雜誌：B's-LOG COMIC／出版社：enterbrain／全3冊
| 集數 | enterbrain     | enterbrain             | 台灣角川      | 台灣角川               |
| 集數 | 發售日期       | ISBN                   | 發售日期      | ISBN                   |
| ---- | -------------- | ---------------------- | ------------- | ---------------------- |
| 1    | 2013年12月28日 | ISBN 978-4-04-729347-2 | 2015年7月25日 | ISBN 978-986-366-649-3 |
| 2    | 2014年10月1日  | ISBN 978-4-04-729963-4 | 2016年1月25日 | ISBN 978-986-366-941-8 |
| 3    | 2015年8月31日  | ISBN 978-4-04-730645-5 |               |                        |

《NINJA SLAYER忍者殺手 殺》（ニンジャスレイヤー 殺）
作畫：關根光太郎／連載網站：星期三的天狼星／出版社：講談社／全5冊
| 集數 | 講談社         | 講談社                 |
| 集數 | 發售日期       | ISBN                   |
| ---- | -------------- | ---------------------- |
| 1    | 2014年10月14日 | ISBN 978-4-06-376501-4 |
| 2    | 2015年4月16日  | ISBN 978-4-06-376534-2 |
| 3    | 2016年3月25日  | ISBN 978-4-06-390612-7 |
| 4    | 2016年9月9日   | ISBN 978-4-06-390642-4 |
| 5    | 2017年2月9日   | ISBN 978-4-06-390675-2 |

## 動畫
2014年4月宣布改編為網路動畫，由TRIGGER負責製作，標題定為「NINJA SLAYER from ANIMATION」。2015年4月至10月，透過niconico動畫等網路平台播送網路版動畫。2016年4月至7月，TV版「忍者殺手SPECIAL EDITION」（簡稱SE版）透過TOKYO MX、BS11等電視頻道進行播送，此外也同時在中國地區透過Bilibili網站進行播送，但由於不明原因導致B站實際播放的影片內容仍然是網路先行版而非SE版。

### 放送形式
網路版
- 每一話約15分鐘，共26話。
- 畫面比例刻意設定為4：3（在第26話中會突然轉變成16：9），影片的聲音皆為單聲道。在BD版附贈的特典中收錄了改為16：9畫面與立體聲道形式的相同動畫。
- 作畫與演出風格因大量使用類似Flash動畫的手法而成為一大特色（在另一部同為雨宮哲執導的作品《地獄刑警》亦使用過該創作手法），此外也會穿插普通的手繪畫面。根據Trigger社的訪談透露，由於當時製作條件的限制導致他們不得不採用這種看似簡陋的作畫形式。[16][17]
- 動畫中在背景出現的看板上有時會寫著參與製作委員會的企業名稱（例如：Good Smile Company、KADOKAWA）。
- 動畫的人物是以原作中由わらいなく繪製的插圖為基礎進行設計。

TV版（SE版）
- TV版共13話，每話約24分鐘。TV版每一話是將網路版的2集內容剪輯合併而成（TV每話分為A part和B part兩半部，A part來自於原網路版的奇數集數，B part來自於原網路版的偶數集數），每一話的ED皆為全新曲目。
- 針對網路版的部分場景與台詞進行濃縮刪減。此外原本在網路版中出現的一些放送禁止用語（日语：放送禁止用語），也受到替換或消音處理，諸如：條子（マッポ）、Fuck（ファック）、越共（ベトコン）。

### 製作人員
- 原作：「ニンジャスレイヤー」（發行元：株式会社KADOKAWA）
- 系列導演・系列構成：雨宮哲
- 劇本：佐藤裕（日语：佐藤裕）
- 人物原案：わらいなく
- 人物設計：今石洋之、芳垣祐介（日语：芳垣祐介）、saitom（日语：saitom）、稲戸せれれ、信じろ
- 美术监督：勝田聡／李暎宰
- 色彩设计：長尾朱美
- 摄影监督：柏木健太郎
- 電台播放・動畫編輯：土田栄司
- 音响监督：鄉文裕貴
- 音响作：grooove
- 音乐：大沢伸一／藤澤健至
- 音乐作：Star Child
- 動畫作：TRIGGER
- 製作：ニンジャ委員会

### CAST
忍者殺手（ニンジャスレイヤー）：森川智之
黑暗忍者（ダークニンジャ）：速水獎
南希・李（ナンシー・リー）：斎藤千和
矢本・小季（ヤモト・コキ）：雨宮天
由佳乃（ユカノ）：種田梨沙
老元・寬（ラオモト・カン）：津嘉山正種
黑道複製人（クローンヤクザ）：玄田哲章
電子歌舞伎（電子マイコ）：能登麻美子
旁白：ゴブリン

### 主題曲
片頭曲
「BACK IN BLACK」
作詞・作曲・歌 - BOOM BOOM SATELLITES
網路版第1話～第25話作為片頭曲，第26話變成插入曲。
片尾曲
網路版
「キルミスター」（第1話、第26話）
歌 - Boris
「Halo Of Sorrow From Animation」（第2話）
歌 - Melt-Banana
「劇場支配人のテーマ」（第3話）
歌 - THE PINBALLS
「SRKEEN」（第4話）
歌 - 8otto
「RADIO」（第5話）
歌 - 6EYES
「Ninja Slayer」（第6話）
歌 - Electric Eel Shock
「Ninja Prayer」（第7話）
曲 - 大沢伸一
「Suicidal Bunny」（第8話）
歌 - taffy
「Hide」（第9話）
曲 - 80kidz
「Jag Jag」（第10話）
曲 - Sawagi
「Aurashi No Ken」（第11話）
曲 - Boris
「NEO CYBER MADNESS」（第12話）
曲 - skillkills
「Purple My Ghost」（第13話）
歌 - Drop's
「もんだな(NINJA MIX)」（第14話）
歌 - 红色公园
「Fantastic Magic」（第15話）
歌 - TK from 凜冽時雨
「NINJA SOUL」（第16話）
歌 - GEEKS
「TEAR OF THE PIERROT」（第17話）
歌 - MINE
「Dr.K」（第18話）
歌 - taffy
「Alone」（第19話）
歌 - SCAM CIRCLE
「泥の雨」（第20話）
歌 - 人間椅子
「Hight Speed」（第21話）
歌 - MOJA
「sick hack -忍殺 ver.-」（第22話）
歌 - memento森
「Body」（第23話）
歌 - Lillies and Remains
「KHAKKHARA」（第24話）
歌 - Sawagi
「JETT REASON」（第25話）
歌 - ギターウルフ
TV版（SE版）
「Locomotion, more! more!」（第1話）
歌 - the pillows
「サヨナラ！フラッシュバック！」 （第2話）
歌 - カラスは真っ白
「SCREAM」（第3話）
歌 - Large House Satisfaction
「おーまいがー」（第4話）
歌 - ドミコ
「Funky Monkey Ledies」（第5話）
歌 - PIGGY BANGS
「Nightseeing」（第6話）
歌 - Klan Aileen
「Bird Of Paradise」（第7話）
歌 - LEO今井
「サイコインターネットマジック」（第8話）
歌 - SPARK!!SOUND!!SHOW!!
「怒りの筆先」（第9話）
歌 - チリヌルヲワカ
「Black Nightmare」（第10話）
歌 - MO'SOME TONEBENDER
「合法的トビ方ノススメ -SPARK!!SOUND!!SHOW!!ブチ上げ♂ Cherry boy REMIX!!!!」（第11話）
歌 - Creepy Nuts (R-指定 & DJ松永)
「SONG 5 #NINJYA SLAYER Ver」（第12話）
歌 - KING BROTHERS
「Hey Everyone」（第13話）
歌 - Boris

### 各話列表
| 話數 | 日文標題                                                                                                | 英文標題                                                                   | 劇本     | 分鏡       | 演出       | 作畫監督                                                 |
| ---- | --- | -------------------------------------------------------------------------- | -------- | ---------- | ---------- | -------------------------------------------------------- |
| 1    | ボーン・イン・レッド・ブラック                                                                          | Born In Red Black                                                          | 佐藤裕   | 雨宮哲     | 雨宮哲     | 斉藤健吾                                                 |
| 2    | マシン・オブ・ヴェンジェンス                                                                            | Machine of Vengeance                                                       | 佐藤裕   | 博史池畠   | 博史池畠   | 斉藤健吾                                                 |
| 3    | ラスト・ガール・スタンディング PART1                                                                    | Last Girl Standing                                                         | 佐藤裕   | 清水久敏   | 宮島善博   | 平田雄三                                                 |
| 4    | ラスト・ガール・スタンディング PART2                                                                    | Last Girl Standing, Part 2                                                 | 佐藤裕   | 清水久敏   | 宮島善博   | 平田雄三                                                 |
| 5    | レイジ・アゲンスト・トーフ                                                                              | Rage Against Tofu                                                          | 佐藤裕   | 博史池畠   | 博史池畠   | -                                                        |
| 6    | サプライズド・ドージョー                                                                                | Surprised Dojo                                                             | 佐藤裕   | 博史池畠   | 博史池畠   | 野崎麗子、臼田美夫 村上竜之介、橋本英樹 宮井加奈、今田茜 |
| 7    | ベイン・オブ・サーペントザゼン・アンド・ニンジャ                                                        | Bane of Serpent                                                            | 佐藤裕   | 大嶋博之   | 大嶋博之   | 長谷川哲也                                               |
| 8    | アポカリプス・インサイド・テインティッド・ソイル                                                        | Apocalypse Inside Tainted Soil                                             | 佐藤裕   | 大嶋博之   | 大嶋博之   | 斉藤健吾                                                 |
| 9    | ワン・ミニット・ビフォア・ザ・タヌキ PART 1                                                             | One Minute Before the Tanuki, Part 1                                       | 佐藤裕   | 五味伸介   | 五味伸介   | 前田義宏                                                 |
| 10   | ワン・ミニット・ビフォア・ザ・タヌキ PART 2                                                             | One Minute Before the Tanuki, Part 2                                       | 佐藤裕   | 五味伸介   | 五味伸介   | 前田義宏                                                 |
| 11   | メナス・オブ・ダークニンジャ                                                                            | Menace of Darkninja                                                        | 佐藤裕   | 小倉陳利   | 宮島善博   | 平田雄三                                                 |
| 12   | デイ・オブ・ザ・ロブスターコンスピーラシィ・アポン・ザ・ブロークン・ブレイドデイ・オブ・ザ・ロブスター2 | Day of the Lobster                                                         | 佐藤裕   | 宮島善博   | 宮島善博   | 平田雄三                                                 |
| 13   | スワン・ソング・サング・バイ・ア・フェイデッド・クロウ PART 1                                           | Swan Song Sung by a Faded Crow, Part 1                                     | 樋口七海 | 小倉陳利   | 藤井辰己   | 斉藤健吾                                                 |
| 14   | スワン・ソング・サング・バイ・ア・フェイデッド・クロウ PART 2                                           | Swan Song Sung by a Faded Crow, Part 2                                     | 樋口七海 | 小倉陳利   | 藤井辰己   | 斉藤健吾                                                 |
| 15   | スシ・ナイト・アット・ザ・バリケード                                                                    | Sushi Night at the Barricade                                               | 佐藤裕   | 五味伸介   | 五味伸介   | 中澤勇一                                                 |
| 16   | アット・ザ・トリーズナーズヴィル                                                                        | At the Treasonersville                                                     | 佐藤裕   | 五味伸介   | 五味伸介   | 西道拓哉、國松有史                                       |
| 17   | トレジャー・エヴリー・ミーティング                                                                      | Treasure Every Meeting                                                     | 樋口七海 | 宮島善博   | 佐佐木勅嘉 | 前田義宏、窪敏 今田茜、野崎麗子 宮井加奈                 |
| 18   | エヴァー・フェルト・チーティド                                                                          | Ever Felt Cheated                                                          | 樋口七海 | 佐佐木勅嘉 | 佐佐木勅嘉 | 大橋圭、前田義宏 野崎麗子                                |
| 19   | ストレンジャー・ストレンジャー・ザン・フィクション PART1                                                | Stranger Stranger Than Fiction, Part 1                                     | 佐藤裕   | 博史池畠   | 博史池畠   | 斉藤健吾                                                 |
| 20   | ストレンジャー・ストレンジャー・ザン・フィクション PART2                                                | Stranger Stranger Than Fiction, Part 2                                     | 佐藤裕   | 博史池畠   | 博史池畠   | 金子雄人                                                 |
| 21   | ネオサイタマ・イン・フレイム PART1 ライク・ア ブラッドアロー・ストレイト                                | Neo-Saitama in Flames, Part 1: Like a Bloodarrow Straight                  | 佐藤裕   | 大嶋博之   | 宮島善博   | 田頭悠郎                                                 |
| 22   | ネオサイタマ・イン・フレイム PART2 ダークニンジャ・リターンズ                                           | Neo-Saitama in Flames, Part 2: Darkninja Returns                           | 佐藤裕   | 大嶋博之   | 宮島善博   | 三宮昌太 雨宮哲                                          |
| 23   | ネオサイタマ・イン・フレイム PART3 アンド・ユー・ウィル・ノウ・ヒム・バイ・ザ・トレイル・オブ・ニンジャ | Neo-Saitama in Flames, Part 3: And You Will Know Him by the Trail of Ninja | 佐藤裕   | 小倉陳利   | 宮島善博   | 半田修平                                                 |
| 24   | ネオサイタマ・イン・フレイム PART4 ダークダスク・ダーカードーン part1                                   | Neo-Saitama in Flames, Part 4: Dark Dusk, Darker Dawn: Part 1              | 佐藤裕   | 小倉陳利   | 宮島善博   | 坂本勝                                                   |
| 25   | ニンジャスレイヤー 傑作選                                                                               | The Best of Ninja Slayer from Animation                                    | 佐藤裕   | 博史池畠   | 博史池畠   | 斉藤健吾、今石洋之                                       |
| 26   | ネオサイタマ・イン・フレイム PART5 ダークダスク・ダーカードーン part2                                   | Neo-Saitama in Flames, Part 5: Dark Dusk, Darker Dawn: Part 2              | 佐藤裕   | 雨宮哲     | 雨宮哲     | 斉藤健吾                                                 |

## 遊戲
AREA 4643
由獨立開發者DeathMofuMofu負責開發、Diehard Tales公司發行的垂直捲軸射擊遊戲，於2018年12月21日在Steam平台發售。以忍者殺手原作為背景建立的原創劇情，故事發生在原作第三部之後。可操作原作中的黑道天狗、忍者殺手以及衍生作品中出現的一些角色。
忍者殺手：火燒新埼玉
由Skeleton Crew Studio負責開發、KADOKAWA Game Linkage發行的橫向卷軸動作遊戲，於2024年7月23日在Steam平台發售。遊戲內容以漫畫版第1到14集劇情為基礎，也就是原作第一部「火燒新埼玉」。

## 備註
- 戰國大戰（日语：戦国大戦） - 忍者殺手及黑暗忍者曾以戰國數奇，大和聖則以EXTRA卡的協作形式在遊戲中登場，聲優與電視動畫版相同。